# Интеграл Дюамеля
Интегра́л Дюаме́ля — интеграл специального вида, применяется для расчёта отклика линейных систем на произвольно меняющееся во времени входное воздействие. Применимость этого интеграла основана на принципе суперпозиции для линейных систем, в которых отклик её на сумму нескольких воздействий как одновременных, так и сдвинутых во времени равен сумме откликов от каждого из слагаемых сигналов.
Используется для расчёта откликов линейных механических систем, линейных электрических цепей и др.
Назван в честь Жана Мари Констана Дюамеля, французского математика, предложившего его для расчёта отклика механических систем.
Идея применения метода состоит в следующем. Входной сигнал представляется в виде суммы (в общем случае бесконечной) некоторых стандартных сигналов, для которых отклик системы {\displaystyle h(t)}, называемый переходной функцией, известен.
В качестве стандартного входного сигнала в этом методе используется ступенчатая функция Хевисайда {\displaystyle H(t)}. Отклик системы выражается в виде интеграла от произведения задержанного {\displaystyle h(t)} на входное воздействие (свёртка функций), который носит название интеграла Дюамеля.
Таким образом, зная отклик системы на воздействие в виде функции Хевисайда, описанный в аналитическом виде или полученный экспериментально, можно предсказать (рассчитать) отклик системы на произвольное входное воздействие.

## Формулы
Для использования интеграла Дюамеля необходимо предварительно вычислить или измерить переходную функцию системы {\displaystyle h(t)}, которая является откликом системы на ступенчатый единичный входной сигнал (рис. 2).
Переходная функция, если она неизвестна, находится любым доступным методом (решение системы дифференциальных уравнений, операторный метод, измерением и т. д.). Для линейной системы переходной функцией может быть апериодический, колебательный, затухающий колебательный процессы или комбинация нескольких перечисленных процессов. Например, для системы рис. 1, переходная функция является апериодическим процессом, изображённым на рис. 2.
Если входной сигнал системы описывается функцией {\displaystyle U(\tau )}, где {\displaystyle \tau } — независимая переменная, реакция системы на этот сигнал выражается формулой, где {\displaystyle U'(\tau )} производная входного воздействия по времени:
{\displaystyle Y(t)=U(0)\cdot h(t)+\int _{0}^{t}U'(\tau )h(t-\tau )d\tau .}
В случае, если входной сигнал составной и функция {\displaystyle U(t)} испытывает разрывы (моменты времени {\displaystyle t_{1}} , {\displaystyle t_{2}} на рис. 3), то вышеуказанная формула справедлива только на интервале [0, {\displaystyle t_{1}}]:
{\displaystyle Y_{1}(t)=U_{1}(0)\cdot h(t)+\int _{0}^{t}U_{1}'(\tau )h(t-\tau )d\tau .}
Отклик на остальных интервалах вычисляется по формулам, вытекающим из принципа суперпозиции:
{\displaystyle Y_{2}(t)=U_{1}(0)\cdot h(t)+\int _{0}^{t_{1}}U_{1}'(\tau )h(t-\tau )d\tau +\left[U_{2}(t_{1})-U_{1}(t_{1})\right]\cdot h(t-t_{1})+\int _{t_{1}}^{t}U_{2}'(\tau )h(t-\tau )d\tau ;}
{\displaystyle Y_{3}(t)=U_{1}(0)\cdot h(t)+\int _{0}^{t_{1}}U_{1}'(\tau )h(t-\tau )d\tau +\left[U_{2}(t_{1})-U_{1}(t_{1})\right]\cdot h(t-t_{1})+}
{\displaystyle +\int _{t_{1}}^{t_{2}}U_{2}'(\tau )h(t-\tau )d\tau +\left[U_{3}(t_{2})-U_{2}(t_{2})\right]\cdot h(t-t_{2})+\int _{t_{2}}^{t}U_{3}'(\tau )h(t-\tau )d\tau .}
Последние формулы означают, что:
- Отклик системы, возникший на ранних этапах развития процесса, продолжает действовать во всех последующих интервалах времени.
- Разрыв функции в момент времени {\displaystyle t_{p}} на величину {\displaystyle E} эквивалентен прибавлению или вычитанию из входного сигнала единичной функции с соответствующим коэффициентом и сдвинутой на соответствующий интервал времени {\displaystyle E\cdot 1(t-t_{p})} , что прибавляет в отклику системы дополнительный сигнал {\displaystyle E\cdot h(t-t_{p})}.
- К указанным выше сигналам отклика в последующие интервалы времени прибавляются отклики, вычисленные по тем же формулам с учётом сдвига входного сигнала на соответствующее время.

## Пример применения интеграла Дюамеля для решения
Для линейной цепи рис. 1 найдём ток {\displaystyle I_{3}(t)} через конденсатор под действием сложного входного сигнала, изображённого на рис. 3.

### Вычисление переходной функции
Чтобы найти вид переходной функции, найдём решения характеристического уравнения
{\displaystyle Z(p)=0,}
где {\displaystyle Z(p)} — записанное в операторной форме входное сопротивление системы со стороны источника сигнала, {\displaystyle p} — комплексная переменная.
{\displaystyle Z(p)=R_{1}+R_{2}||X_{C}=R_{1}+{\frac {R_{2}}{1+R_{2}pC}}={\frac {R_{1}+R_{2}+R_{1}R_{2}pC}{1+R_{2}pC}};}
{\displaystyle R_{1}+R_{2}+R_{1}R_{2}pC=0;}
{\displaystyle p=-{\frac {R_{1}+R_{2}}{R_{1}R_{2}C}}=-A.}
Характеристическое уравнение имеет одно действительное решение, следовательно, переходная функция представляет собой экспоненту:
{\displaystyle h(t)=h_{0}e^{-At}.}
Полагая, что в момент времени {\displaystyle t=0} конденсатор разряжен, получим
{\displaystyle h_{0}=h(0)={\frac {1}{R_{1}}};h(t)={\frac {1}{R_{1}}}e^{-At}.}

### Вычисление отклика системы на сложный сигнал
| Интервалы для вычисления | Интервалы для вычисления               | Интервалы для вычисления             | Интервалы для вычисления            |
| Сигнал                   | Интервал                               | {\displaystyle U_{i}(t)}             | {\displaystyle U'_{i}(t)}           |
| ------------------------ | -------------------------------------- | ------------------------------------ | ----------------------------------- |
| {\displaystyle U_{1}(t)} | {\displaystyle 0...t_{1}}              | {\displaystyle {\frac {2E}{t_{1}}}t} | {\displaystyle {\frac {2E}{t_{1}}}} |
| {\displaystyle U_{2}(t)} | {\displaystyle t_{1}...t_{2}}          | {\displaystyle E}                    | {\displaystyle 0}                   |
| {\displaystyle U_{3}(t)} | {\displaystyle t_{2}...{\mathcal {1}}} | {\displaystyle 0}                    | {\displaystyle 0}                   |

Представление сигнала
Сложный входной сигнал представим в виде кусочной функции на трёх временных интервалах, указанных в таблице.
Решение
Решение ищется кусочно, для каждого интервала времени, в формулах {\displaystyle A={\frac {R_{1}+R_{2}}{R_{1}R_{2}C}}.}
{\displaystyle Y_{1}(t)=U_{1}(0)\cdot h(t)+\int _{0}^{t}U_{1}'(\tau )h(t-\tau )d\tau =}
{\displaystyle =0\cdot {\frac {1}{R_{1}}}e^{-At}+\int _{0}^{t}{\frac {2E}{t_{1}}}\cdot {\frac {1}{R_{1}}}e^{-A(t-\tau )}d\tau =}
{\displaystyle ={\frac {2E}{At_{1}R_{1}}}e^{-A(t-\tau )}{\Bigr |}_{0}^{t}={\frac {2E}{At_{1}R_{1}}}\cdot (1-e^{-At}).}
{\displaystyle Y_{2}(t)=\int _{0}^{t_{1}}U_{1}'(\tau )h(t-\tau )d\tau +\left[U_{2}(t_{1})-U_{1}(t_{1})\right]\cdot h(t-t_{1})+\int _{t_{1}}^{t}U_{2}'(\tau )h(t-\tau )d\tau =}
{\displaystyle ={\frac {2E}{At_{1}R_{1}}}e^{-At}\cdot (e^{At_{1}}-1)+(E-2E)\cdot {\frac {1}{R_{1}}}e^{-A(t-t_{1})}+\int _{t_{1}}^{t}0\cdot {\frac {1}{R_{1}}}e^{-A(t-\tau )}d\tau =}
{\displaystyle ={\frac {2E}{At_{1}R_{1}}}e^{-At}\cdot (e^{At_{1}}-1)-{\frac {E}{R_{1}}}e^{-A(t-t_{1})}.}
{\displaystyle Y_{3}(t)={\frac {2E}{At_{1}R_{1}}}e^{-At}\cdot (e^{At_{1}}-1)-{\frac {E}{R_{1}}}e^{-A(t-t_{1})}+\left[U_{3}(t_{2})-U_{2}(t_{2})\right]\cdot h(t-t_{2})+\int _{t_{2}}^{t}U_{3}'(\tau )h(t-\tau )d\tau =}
{\displaystyle ={\frac {2E}{At_{1}R_{1}}}e^{-At}\cdot (e^{At_{1}}-1)-{\frac {E}{R_{1}}}e^{-A(t-t_{1})}+(0-E)\cdot {\frac {1}{R_{1}}}e^{-A(t-t_{2})}+\int _{t_{2}}^{t}0\cdot {\frac {1}{R_{1}}}e^{-A(t-\tau )}d\tau =}
{\displaystyle ={\frac {2E}{At_{1}R_{1}}}e^{-At}\cdot (e^{At_{1}}-1)-{\frac {E}{R_{1}}}e^{-A(t-t_{1})}-{\frac {E}{R_{1}}}e^{-A(t-t_{2})}.}